# Plesso pampiniforme
Il plesso pampiniforme nel maschio consiste di tre gruppi di vene contenute nel funicolo spermatico che si anastomizzano liberamente:
- il gruppo delle vene spermatiche anteriori , che emerge dal testicolo e dalla testa dell'epididimo, e decorre anteriormente nel funicolo spermatico ; superato l'anello inguinale interno prende il nome di vena testicolare o vena spermatica interna ,e accompagna l'arteria spermatica interna per aprirsi nella vena cava inferiore a destra e nella vena renale a sinistra;
- il gruppo deferenziale medio, che accompagna il condotto deferente e sbocca in vene all'interno della pelvi;
- il gruppo posteriore (spermatico esterno, funicolare o cremasterico),di minori dimensioni rispetto a quello anteriore, drena il testicolo, corpo e coda dell'epididimo; decorre lungo la faccia posteriore del funicolo spermatico, dietro al dotto deferente. Tale gruppo si apre ,presso l'anello inguinale esterno, in rami delle vene epigastriche inferiori e nelle vene pudende.

Nella donna la vena ovarica origina principalmente dal plesso venoso dell'ilo dell'ovaia (o bulbo dell'ovaia) e secondariamente dai plessi utero-vaginale, tubarico e del legamento rotondo, che convergono insieme in un plesso, detto pure plesso pampiniforme femminile; questo circonda l'arteria ovarica in seno al legamento sospensore delI'ovaia e si continua poi a poco a poco nella vena ovarica, corrispondente femminile della vena testicolare maschile.